# Sandra Seuser
Sandra Seuser (ur. 17 kwietnia 1966 w Berlinie) – niemiecka lekkoatletka, specjalizująca się w biegach sprinterskich.

## Sukcesy sportowe
- brązowa medalistka mistrzostw Niemiec w biegu na 400 metrów – 1993[1]
- dwukrotna medalistka halowych mistrzostw Niemiec w biegu na 400 metrów – złota (1991) oraz srebrna (1989)[2]

| Rok  | Miasto    | Zawody                    | Konkurencja        | Wynik       |
| ---- | --------- | ------------------------- | ------------------ | ----------- |
| 1991 | Sewilla   | Halowe mistrzostwa świata | sztafeta 4 x 400 m | złoty medal |
| 1993 | Stuttgart | Mistrzostwa świata        | sztafeta 4 x 400 m | 5. miejsce  |

## Rekordy życiowe
| konkurencja        | na stadionie | w hali                     |
| ------------------ | ------------ | -------------------------- |
| bieg na 400 metrów |              | 52,48 – Berlin, 17/01/1993 |